# Morellia semimarginata
Morellia semimarginata är en tvåvingeart som först beskrevs av Stein 1918.  Morellia semimarginata ingår i släktet Morellia och familjen husflugor. Inga underarter finns listade i Catalogue of Life.